# 'Adl
'Adl (en árabe: عدل/ʻadl) es un vocablo árabe que significa justicia, es uno de los 99 nombres de Alá.
El uso que hacían los primeros teóricos en jurisprudencia islámica del término se refiería a un aspecto más de carácter individual, sobre todo a “probidad”. Actualmente se usa en un sentido más amplio, de sentido de “justicia”.
En el Islam, ʿadl sería justicia divina. Para los chiitas, Alá es racionalmente justo y los hombres instintivamente conocen la diferencia entre el bien y el mal y tienen libre albedrío. Los sunitas, por su parte, creen que Alá es necesariamente justo, que la revelación, el Corán, es la única manera de diferenciar el bien del mal y que los hombres tienen un cierto grado de libre albedrío limitado por el destino.
Se emplea o sus variantes Adil o Adel como nombre propio, y existe un apellido iraní derivado.